# Ricardo Vargas

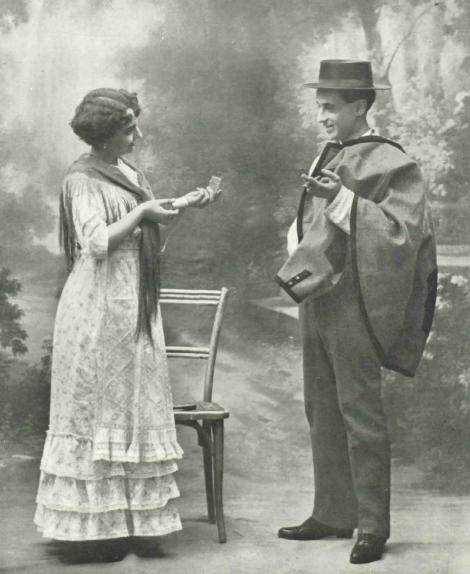
Ricardo Vargas con Mercedes Pardo en una escena de la obra Sábado sin sol

Ricardo Vargas Santiago (Madrid, 18 de mayo de 1880 - Madrid, 12 de agosto de 1940) fue un actor español.

## Biografía
Comenzó a ser conocido en la década de 1900 al integrarse en la Compañía de María Guerrero y Fernando Díaz de Mendoza, con los que estrena, entre otras obras, La princesa Bebé (1906) y Más fuerte que el amor (1906), de Jacinto Benavente, Las hijas del Cid (1908) y Doña María la Brava, ambas de Eduardo Marquina en el Teatro Español o Añoranzas (1906) y La fuente amarga, ambas de Manuel Linares Rivas.
En 1909 contrajo matrimonio con la actriz de la misma compañía Catalina Bárcena para dar apellido a Fernando, el hijo ilegítimo que esperaba de Díaz de Mendoza. Permanecieron casados hasta su divorcio en 1932.
Tras su salida de la compañía Guerrero-Díaz de Mendoza, se integra en la del Teatro Lara y participa en los montajes de Sábado sin sol (1912), de los Hermanos Álvarez Quintero. En 1920 formó compañía con Emilio Valentí y más adelante, estrenó la obra Fedra (1918), de Miguel de Unamuno a las órdenes de Cipriano Rivas Cherif y La tela (1925), de Pedro Muñoz Seca. En 1927, protagoniza, con Carmen Sánchez, Los héroes de la legión, dirigido por López Rienda.
En su última etapa profesional trabajó en la compañía de Irene López Heredia y Mariano Asquerino, con los que estrena Tierra de hidalgos (1934), de Manuel Linares Rivas o La inglesa sevillana (1935), de los Quintero.